# Crisopea

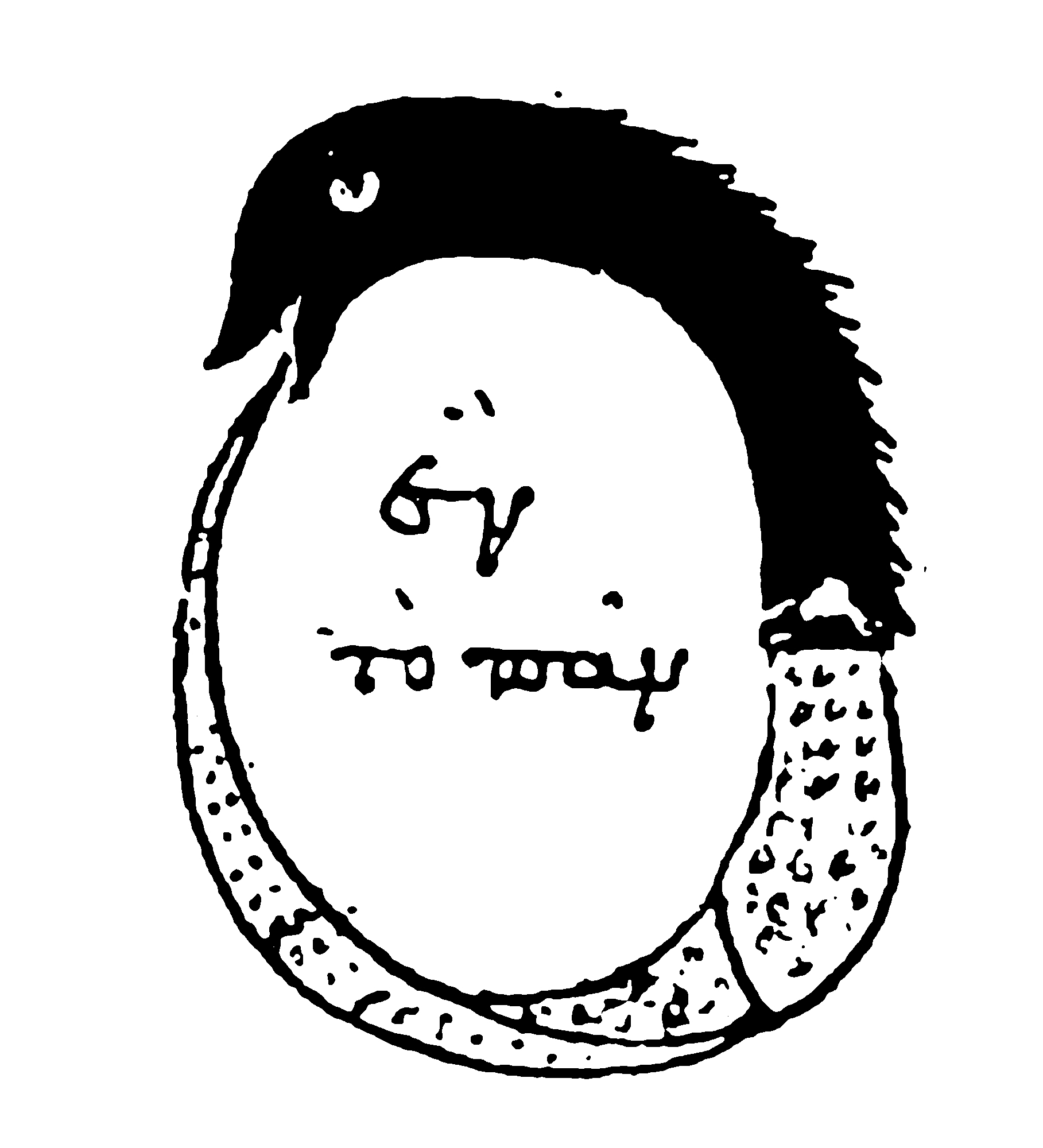
Crisopea di Cleopatra (Codex Marcianus graecus 299 fol. 188v)

In alchimia il termine crisopea si riferisce alla trasmutazione dei metalli in oro. Allo stesso modo, indica simbolicamente la creazione della pietra filosofale e con essa la realizzazione della grande opera (magnum opus).
Un termine correlato è argiropea (ἀργυροποιία , arguropoiia , "produzione dell'argento"), che si riferisce alla produzione artificiale di argento, spesso mediante trasmutazione del rame. Sebbene gli alchimisti perseguissero molti obiettivi diversi, la produzione di oro e argento rimase una delle ambizioni distintive dell'alchimia nel corso della sua storia, da Zosimo di Panopoli (c. 300) a Robert Boyle (1627–1691).
La parola era usata nel titolo di un papiro alchemico, la Crisopoea di Cleopatra l'Alchimista, scritto nei primi secoli dell'era cristiana, ritrovato per la prima volta su un unico foglio in un manoscritto dell'XI secolo conservato alla Biblioteca Marciana di Venezia. Il papiro presenta un uroboro contenente le parole “tutto è uno” (ἕν τὸ πᾶν , hen to pān), concetto che si ricollega all'ermetismo.
Stefano di Alessandria scrisse un'opera intitolata De Chrysopoeia. 
Chrysopoeia è anche il titolo di una poesia del 1515 di Giovanni Aurelio Augurelli.